# Eduardo Campos
Eduardo Henrique Accioly Campos est un homme politique brésilien, né le 10 août 1965 à Recife et mort le 13 août 2014 à Santos dans un accident d'avion,.

## Biographie
Ancien ministre sous la présidence de Luiz Inácio Lula da Silva (2004-2005), il est gouverneur de l'État de Pernambouc de 2007 à 2014. Il était le candidat du Parti socialiste brésilien à l'élection présidentielle brésilienne de 2014 et était crédité d’environ 10 % des intentions de vote par les instituts de sondage, ce qui le plaçait en troisième position, lorsqu'il meurt dans un accident d'avion qui fait six autres victimes, dont l'ancien député Pedro Valadares.
Son fils, João Henrique Campos est lui aussi un homme politique, membre du PSB, député fédéral de 2019 à 2020 et maire de Recife depuis 2020.